# Bård Breivik

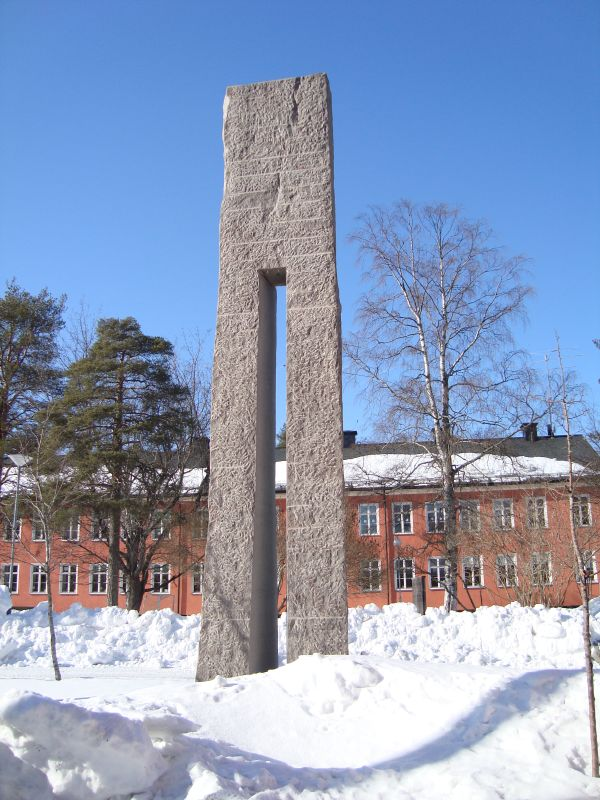
Zonder titel, Umedalens skulpturpark

Bård Breivik (Bergen, 23 november 1948 – Oslo, 10 januari 2016) was een Noors beeldhouwer en installatiekunstenaar.

## Leven en werk
Breivik bezocht van 1967 tot 1970 de Bergens Kunsthåndverksskole en studeerde aansluitend van 1970 tot 1971 aan Central Saint Martins College of Art and Design in Londen. Hij was van 1974 tot 1979 docent aan de kunstacademie in Bergen en van 1982 tot 1985 hoogleraar beeldhouwkunst aan de Kungliga Konsthögskolan in Stockholm.
De kunstenaar nam regelmatig deel aan beeldhouwersymposia, onder andere:
- 1983 : Bildhauersymposium in Lübeck
- 1985 : Symposium Henie Onstad kunstsenter bij Oslo
- 1990 : Symposium Skulpturlandskap Nordland in Narvik
- 2001 : Symposium in Umedalens skulpturpark in Umeå
- 2005 : Blickachsen 5 in Bad Homburg

Breivik nam deel aan de Biënnale van Venetië in 1986 en de Biënnale van São Paulo in 1991. In 2009 kreeg hij de Ingeborg og Per Palle Storms Ærepris.
Hij overleed op 67-jarige leeftijd aan de gevolgen van kanker.

## Enkele werken
- Fallen Shadow (1983), Lübeck
- A Wall Cut Through (1985), beeldenpark van het Henie Onstad kunstsenter bij Oslo
- Ulan titel (2001), Umedalens skulpturpark in Umeå
- Ohne titel (2005), Blichachsen 5 in Bad Homburg vor der Höhe
- Monument Gulathing (2005), Gulen